# Holbrook (Nova York)
Holbrook és una concentració de població designada pel cens dels Estats Units a l'estat de Nova York. Segons el cens del 2000 tenia 27.512 habitants.

## Demografia
Segons el cens del 2000, Holbrook tenia 27.512 habitants, 9.019 habitatges, i 7.350 famílies. La densitat de població era de 1.557,5 habitants per km².
Dels 9.019 habitatges en un 39,1% hi vivien nens de menys de 18 anys, en un 68,8% hi vivien parelles casades, en un 9,5% dones solteres, i en un 18,5% no eren unitats familiars. En el 14,3% dels habitatges hi vivien persones soles el 3,9% de les quals corresponia a persones de 65 anys o més que vivien soles. El nombre mitjà de persones vivint en cada habitatge era de 3,04 i el nombre mitjà de persones que vivien en cada família era de 3,38.
Per edats la població es repartia de la següent manera: un 25,7% tenia menys de 18 anys, un 8% entre 18 i 24, un 32,5% entre 25 i 44, un 26,2% de 45 a 60 i un 7,5% 65 anys o més.
L'edat mediana era de 35 anys. Per cada 100 dones de 18 o més anys hi havia 91,8 homes.
La renda mediana per habitatge era de 72.801 $ i la renda mediana per família de 76.349 $. Els homes tenien una renda mediana de 50.040 $ mentre que les dones 33.651 $. La renda per capita de la població era de 26.863 $. Entorn del 2,5% de les famílies i el 3,3% de la població estaven per davall del llindar de pobresa.